# Flughafen Tuticorin

i8
i11
i13
Der ca. 39 m hoch gelegene Flughafen Tuticorin (englisch Tuticorin Airport, auch Thoothukudi Airport) ist ein nationaler Flughafen ca. 16 km (Fahrtstrecke) südwestlich der Großstadt Thoothukudi (ehemals Tuticorin) im Südosten des südindischen Bundesstaats Tamil Nadu.

## Geschichte
Der Flughafen wurde im Jahr 1992 in Betrieb genommen. Eine Verlängerung der Start- und Landebahn auf 3115 m und eine Verbreiterung auf 45 m sind geplant.

## Verbindungen
Der Flughafen Tuticorin wird derzeit nur von einer indischen Fluggesellschaft angeflogen, die Flüge nach Chennai und Bengaluru anbietet.

## Sonstiges
- Der Flughafen verfügt über eine Start-/Landebahn von 1351 m Länge und ist mit ILS ausgestattet.
- Betreiber ist die Bundesbehörde Airports Authority of India.